# Хайнрихсен, Арвед
Арвед Хайнрихсен (нем. Arved Heinrichsen, лит. Arvydas Hainričsenas, 23 ноября 1879, Вильно — 23 августа 1900, там же) — немецкий шахматист, мастер.

## Биография
Родился в Вильно в немецкой семье. Окончил школу в Риге. Некоторое время жил в Петербурге, потом переехал в Берлин. Учился на медицинском факультете Берлинского университета. В 1898 году перевелся в Кильский университет, но не смог продолжать обучение из-за проблем со здоровьем. Врачи диагностировали начало туберкулёзного процесса и посоветовали сменить климат. Родители отправили его в египетский город Хелуан, но там он заболел малярией. Хайнрихсен вернулся на родину в Вильно, где умер спустя полтора года.

## Спортивные результаты
Шахматная карьера Хайнрихсена была очень скоротечной: всего 2 года. Все соревнования, в которых он участвовал, проходили на территории Германии.
| Год  | Город     | Соревнование                                                 | + | −  | = | Результат | Место |
| ---- | --------- | ------------------------------------------------------------ | - | -- | - | --------- | ----- |
| 1896 | Айзенах   | 10-й конгресс Германского шахматного союза (побочный турнир) |   |    |   |           | 4—5   |
| 1897 | Берлин    | Турнир Центрального шахматного клуба Берлина                 |   |    |   |           | 6     |
|      | Берлин    | Международный турнир (побочный турнир)                       |   |    |   |           | 3     |
| 1898 | Эльмсхорн | Турнир четырех шахматистов                                   |   |    |   |           | 1     |
|      | Кёльн     | 11-й конгресс Германского шахматного союза                   | 3 | 10 | 2 | 4 из 15   | 13—14 |

## Вклад в теорию дебютов
Считается (наряду с Я. Котрчем) одним из авторов дебюта 1. Кс3.